# Het kleine Kerkje (Gieterveen)
Het kleine Kerkje (ook 't kleine Kerkje) werd gebouwd in 1924. De kerk staat aan de Broek 2 in het Drentse dorp Gieterveen.

## Geschiedenis
In 1841 werd de eerste hervormde kerk in aan de Broek 7 in Gieterveen in gebruik genomen. Een verschil van mening over het christelijk onderwijs leidde in 1921 tot een afsplitsing. De vrijzinnig hervormden bouwden in 1924 een eigen kerk of kapel schuin tegenover de bestaande kerk. De kerk heeft tachtig jaar dienstgedaan voor deze kerkelijke groepering. In 2004 besloot de vereniging van vrijzinnig hervormden om zich aan te sluiten bij de inmiddels ontstane Samen op Weg-gemeente. Deze gebruikte de oude hervormde kerk aan de Broek 7 waardoor het kleine Kerkje overbodig werd. Om sloop te voorkomen droegen de vrijzinnigen hun kerk over aan de Stichting Oude Drentse Kerken. Het kerkgebouw werd in 2008 gerestaureerd en kreeg daarna een nieuwe bestemming en werd omgevormd tot een sociaal-cultureel centrum.

## Beschrijving
Het gebouw is een sobere stijl gebouwde zaalkerk. De entree bevindt zich aan de noordzijde tussen twee lisenen met ter weerszijden een rondboogvensters met gietijzeren elementen ter decoratie. Ook in de andere gevels wordt dit patroon van lisenen afgewisseld door rondboogvensters herhaald. Boven de entree in de voorgevel is een radvenster aangebracht, eveneens met een gietijzeren tracering en daarboven een smeedijzeren staafanker. Op het zadeldak staat aan de noordzijde boven de entree een houten dakruiter. In de zuidelijke gevel is een kunstwerk van Joop de Groot in de vorm van een rond glas in loodraam aangebracht. Het gebrandschilderde glas toont een witte duif met de vleugels gespreid onder uitwaaierende gekleurde stralen en boven een boek met de letters alfa en omega. Helemaal aan de onderzijde staat GEZ. 80.
De kerk is erkend als een provinciaal monument onder meer vanwege de cultuurhistorische-, civieltechnische- en stedenbouwkundige waarde. Het gebouw staat symbool voor de kerkhistorische ontwikkelingen in het veenkoloniale deel van de provincie Drenthe. Het kerkje ligt beeldbepalend op een kruispunt in het dorp, het gebouw is tamelijk zeldzaam en het uiterlijk is redelijk gaaf gebleven. Vooral ook de samenhang met de aan overzijde gelegen hervormde kerk (rijksmonument) en pastorie (provinciaal monument) verlenen aan dit geheel een bijzondere ensemblewaarde.